# Chrysobothris peninsularis
Chrysobothris peninsularis är en skalbaggsart som beskrevs av Schaeffer 1904. Chrysobothris peninsularis ingår i släktet Chrysobothris och familjen praktbaggar. Utöver nominatformen finns också underarten C. p. peninsularis.